# فرنسيس بيرين
فرنسيس بيرين (بالفرنسية: Francis Perrin)‏ (و. 1947 – م) هو ممثل، ومخرج سينمائي، وكاتب سيناريو، وكاتب مسرحي، من فرنسا، ولد في فرساي.

## جوائز
حصل على جوائز منها:
- ضابط وسام جوقة الشرف
- نيشان الاستحقاق الوطني من رتبة ضابط.

## وصلات خارجية
- فرنسيس بيرين على موقع IMDb (الإنجليزية)
- فرنسيس بيرين على موقع ألو سيني (الفرنسية)
- فرنسيس بيرين على موقع ميوزك برينز (الإنجليزية)
- فرنسيس بيرين على موقع أول موفي (الإنجليزية)
- فرنسيس بيرين على موقع قاعدة بيانات الأفلام السويدية (السويدية)
- فرنسيس بيرين على موقع قاعدة بيانات الفيلم (الإنجليزية)
- فرنسيس بيرين على موقع كينوبويسك (الروسية)